# Lemonade (Danity Kane)
Lemonade è una canzone R&B e Soul scritta da Jonathan Yip, Reeves, Romulus, Mike Lloyd, Rosina 'Soaky' Russell, Michael Ray Nguyen-Stevenson per il terzo album delle Danity Kane, intitolato DK3. La canzone è il primo singolo tratto dall'album e viene pubblicato il 15 maggio 2014. La canzone è stata prodotta dagli Stereotypes e The Clutch e vede la collaborazione del rapper Tyga. È stato il primo singolo senza la formazione originale della band.

## Singolo
La fase di registrazione del singolo Lemonade è avvenuta successivamente l'annuncio ufficiale fatto dai quattro membri che hanno preso parte alla riunione, durante il pre-show degli MTV Video Music Awards 2013, del 25 agosto 2013. Il singolo viene pubblicato il 15 maggio 2014 e il giorno successivo, il 16 maggio, durante la prima data del nuovo tour della band, tenutosi a San Francisco, Aundrea Fimbres ha annunciato di essere in attesa del suo primo figlio e che non avrebbe continuato a far parte del gruppo.
Successivamente la pubblicato del singolo e l'uscita dal gruppo di Fimbres, iniziarono a circolare indiscrezioni che vedevano la Fimbres prendere parte alla registrazione del singolo così come di tutto il processo di registrazione del futuro album. Tali indiscrezioni furono confermate da Rosina 'Soaky' Russell, la quale durante un'intervista, dichiarò che Aundrea Fimbres aveva preso parte alla registrazione del singolo e che poco prima di pubblicarlo le altre tre ragazze (Bex, O'Day e Richard) dovettero registrare nuovamente il singolo per compensare l'assenza di Fimbres.

## Video
Il 24 maggio 2014, un paio di settimane successive la pubblicazione del singolo, il gruppo pubblica tramite il loro canale YouTube il lyric video della canzone. Il video è stato girato in bianco e nero. Vi compaiono tre bambine, che rappresentano i membri del gruppo, che su un marciapiede cercano di vendere della limonata. Oltre alle tre bambine, c'è anche un bambino vestito come un rapper che rappresenta il rapper Tyga. Nel frattempo sullo sfondo passano i versi della canzone.
Al lyric video della canzone non è mai seguito un video ufficiale. Il motivo di tale scelta non è mai stato rivelato dalla casa discografica o del gruppo stesso.

## Tracce
Il singolo è stato rilasciato in diversi formati:
1. Lemonade (featuring Tyga) (album version)
2. Lemonade (instrumental)

Remix Ufficiali
1. Lemonade (featuring Nicki Minaj)
2. Big Season Muzik's Funky Twist Remix – 5:01

## Classifiche
| Classifica                    | Posizione massima |
| ----------------------------- | ----------------- |
| Australian ARIA Singles Chart | 44                |

## Date di pubblicazione
- 15 maggio 2014
- 15 maggio 2014
- 15 maggio 2014